# Harry Torczyner (avocat)
Harry Torczyner, né le 8 novembre 1910 à Anvers et mort le 26 mars 1998 à New York, est un avocat, critique d'art américain et conseiller politique.

## Biographie
Torczyner semblait presque né pour le monde des affaires internationaux. Né en Belgique, où il est allé à l'école à Anvers, mais aussi à La Haye. Ensuite il a étudié le droit à Bruxelles, l'histoire grecque à Heidelberg, et encore le droit à New York (Columbia University). Pendant la guerre, il travaillait pour l'Office of War Information (OWI), une agence de propagande, et précurseur de la  CIA.
Après la guerre, Torczyner devint un avocat de renommée internationale, tant par ses activités juridiques auprès d'artistes comme Georges Simenon dont il fut le conseiller, qu'en tant qu'essayiste : il reste à ce jour un spécialiste connu du peintre surréaliste René Magritte. Dès 1957, il fit connaître ce dernier aux publics américains et israéliens, comme un vrai spin-doctor. Il écrivit en partie le catalogue raisonné de son œuvre, et lui commanda, au moins, la toile Le Château des Pyrénées.
Grand collectionneur d'art moderne, Torczyner était le propriétaire d'œuvres de Balthus, Bacon, Alechinsky, Christo, Dibbets, Klee, Ernst, Ozenfant, Matta, Segal, Magritte, De Chirico et, bien sûr, de Chagall.
La plupart de ces «peinturlures» (comme disait Magritte) résidaient dans son cabinet d’avocats international (celui de New York City).
Dans les années 1950, Torczyner livra quelques textes à la revue Rhétorique dirigée par André Bosmans.
Il était le frère du sioniste Jacques Torczyner, d'origine anversoise lui aussi et qui a également fait sa carrière aux États-Unis.

## Distinctions
- 1993 : docteur honoris causa de l'université d'Anvers[8]

## Essais
- Avec Leo M. Drechsler (dir.), Forgery in Art and the Law: A Symposium, New York, Federal Legal Publications, 1956
- The Color of Time sur des aquarelles d'Alechinsky, New York, Lefebre Gallery, 1976
- René Magritte, signes et images, Paris, Draeger/Le Soleil Noir, 1977
- Avec Bella Bessard, Magritte. Le véritable art de peindre, Paris, Draeger/Le Soleil Noir, 1978
- L'ami Magritte : correspondance et souvenirs, Fonds Mercator, 1992